# Stylolejeunea spiniloba
Stylolejeunea spiniloba là một loài Rêu trong họ Lejeuneaceae. Loài này được (Lindenb. & Gottsche) A. Evans mô tả khoa học đầu tiên năm 1940.